# Esterházy

Stamwapen van het Huis Esterházy

Esterházy is een oud, zeer invloedrijk en rijk magnatengeslacht uit Hongarije. De familie gaat terug tot de dertiende eeuw en heette oorspronkelijk Zerházy.
Het geslacht heeft verschillende bekende militairen, staatslieden en mecenassen voortgebracht. Vooral de connectie met Joseph Haydn is bekend. Hij was kapelmeester van de familie en verzorgde als dirigent concerten van het hoforkest. Ook de componist Franz Liszt had banden met de familie. Hij werd geboren op hun landgoed in Raiding.
De familie bezat ruim drie miljoen hectare grond.

## Slot Esterházy

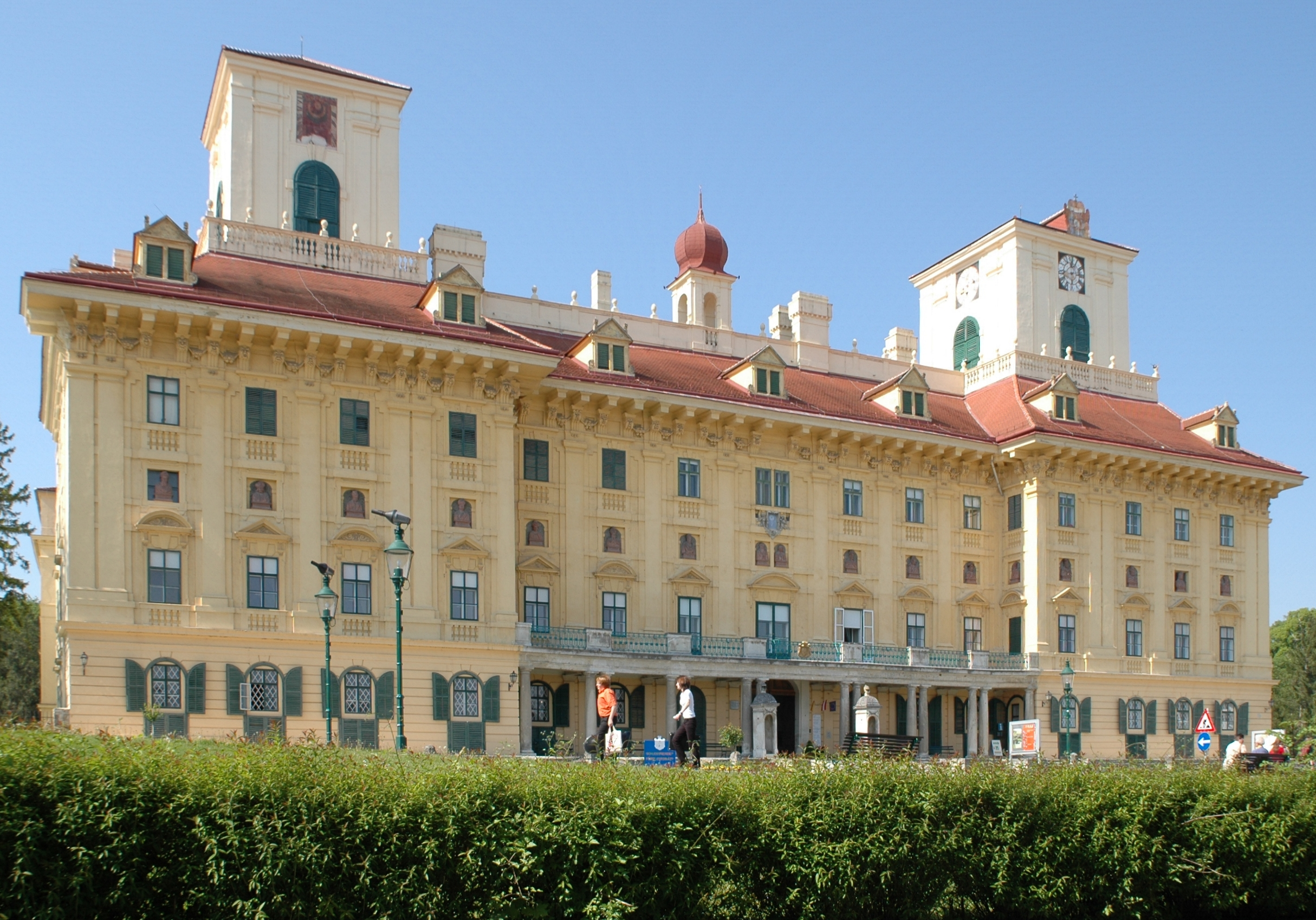
Slot Esterházy

De familie bezit het Slot Esterházy in de Oostenrijkse stad Eisenstadt, de hoofdstad van de deelstaat Burgenland. Dit slot werd gebouwd in 1390 op de plaats van een veel ouder kasteel. Tussen 1663 en 1672 is het verbouwd door Carlo Martino Carlone.

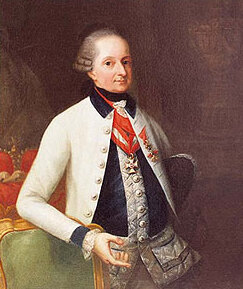
Nicolaas Jozef Esterházy

## Bekende telgen

### Familiehoofden
De belangrijkste tak van het geslacht is de linie Forchtenstein:
- Nicolaas Esterházy (1583–1645) (Hongaars: Miklós; Duits: Nikolaus)
- Ladislaus Esterházy (1626–1652) (Hongaars: László; Duits: Ladislaus)
- Paul I Esterházy (1635-1713) (Hongaars: Pál; Duits: Paul)
- Michael Esterházy (1671-21) (Hongaars: Mihály; Duits: Michael)
- Jozef Esterházy (1688-1721) (Hongaars: Jószef; Duits: Joseph)
- Paul II Anton Esterházy (1711-1762) (Hongaars: Pál Antal; Duits: Paul Anton)
- Nicolaas I Jozef Esterházy (1714-1790) (Hongaars: Miklós Jószef; Duits: Nikolaus Joseph)
- Anton I Esterházy (1738-1794) (Hongaars: Antal; Duits: Anton)
- Nicolaas II Esterházy (1765-1833) (Hongaars: Miklós; Duits: Nikolaus)
- Paul III Anton Esterházy (1786-1866) (Hongaars: Pál Antal; Duits: Paul Anton)
- Nicolaas III Esterházy (1817-1894) (Hongaars: Miklós; Duits: Nikolaus)
- Paul IV Esterházy (1843-1898) (Hongaars: Pál; Duits: Paul)
- Nicolaas IV Esterházy (1869-1920) (Hongaars: Miklós; Duits: Nikolaus)
- Paul V Esterházy (1901-1989) (Hongaars: Pál; Duits: Paul)
- Anton II Esterházy (1936) (Hongaars: Antal; Duits: Anton)

### Andere bekende telgen
- László Esterházy (1769-1824), bisschop van Rožňava
- Ferdinand Walsin Esterházy (1846-1923), Franse spion
- Móric Esterházy (1881-1960), politicus
- Ferenc Esterházy (1898-1939), auteur
- Péter Esterházy (1950-2016), auteur
- Márton Esterházy (1956), oud-voetballer, auteur

Alt-Leiningen-Westerburg · Arenberg · Auersperg · Bentheim-Steinfurt · Bentheim-Tecklenburg · Bentinck · Bömmelberg · Bretzenheim · Castell-Castell · Castell-Rüdenhausen · Colloredo-Mannsfeld · Croÿ · Dietrichstein · Erbach-Erbach · Erbach-Fürstenau · Erbach-Schönberg · Esterházy · Fürstenberg · Fugger-Babenhausen · Fugger-Glött · Fugger-Kirchberg · Fugger-Kirchheim · Fugger-Nordendorf · Harrach · Hohenlohe-Ingelfingen · Hohenlohe-Kirchberg · Hohenlohe-Langenburg · Hohenlohe-Öhringen · Hohenlohe-Schillingsfürst · Hohenlohe-Waldenburg-Bartenstein · Hohenlohe-Waldenburg-Jagstberg · Hohenlohe-Waldenburg-Schillingsfürst · Isenburg-Birstein · Isenburg-Büdingen · Isenburg-Philippseich · Kaunitz-Rietberg · Khevenhüller-Metsch · Königsegg-Aulendorf · Kuefstein · Leiningen · Leiningen-Billigheim · Leiningen-Neudenau · Leyen · Limburg-Stirum · Lobkowitz · Löwenstein-Wertheim-Freudenberg · Löwenstein-Wertheim-Rosenberg · Looz-Corswarem · Metternich-Winneburg · Neipperg · Neu-Leiningen-Westerburg · Oettingen-Spielberg · Oettingen-Wallerstein · Ortenburg · Ostein · Pappenheim · Platen-Hallermund · Plettenberg-Wittem · Pückler und Limpurg · Quadt-Wykradt-Isny · Rechberg und Rothenlöwen · Rechteren-Limpurg · Rosenberg-Orsini · Salm-Horstmar · Salm-Kyrburg · Salm-Reifferscheidt-Krautheim und Dyck · Salm-Reifferscheidt-Raitz · Salm-Salm · Sayn-Wittgenstein-Berleburg · Sayn-Wittgenstein-Hohenstein · Schaesberg · Schlitz genannt von Görtz · Schönborn · Schönborn-Buchheim · Schönborn-Wiesentheid · Schönburg-Glauchau · Schönburg-Hartenstein · Schönburg-Waldenburg · Schwarzenberg · Sinzendorf · Solms-Braunfels · Solms-Hohensolms-Lich · Solms-Laubach · Stadion-Tannhausen · Stadion-Warthausen · Starhemberg · Sternberg-Manderscheid · Stolberg-Roßla · Stolberg-Stolberg · Stolberg-Wernigerode · Thurn und Taxis · Toerring · Trauttmansdorff-Weinsberg · Waldbott-Bassenheim · Waldburg-Wolfegg und Waldsee · Waldburg-Zeil · Waldburg-Zeil-Wurzach · Waldeck-Limpurg · Wallmoden-Gimborn · Wartenberg-Roth · Wied-Neuwied · Wied-Runkel · Windisch-Graetz · Wurmbrand-Stuppach